# 帕加尔阿兰
帕加尔阿兰是印度尼西亞的城市，由南蘇門答臘省負責管轄，位於該國西部登波火山附近，面積633.66平方公里，2003年人口118,904，人口密度為每平方公里187.64人。

## 外部連結
- （印尼文） 官方网站